# USS Oklahoma City (CL-91)
Pour les autres navires du même nom, voir USS Oklahoma City.
L'USS Oklahoma City (CL-91/CLG-5/CG-5) est un croiseur léger américain de classe Cleveland lancé à la fin de la Seconde Guerre mondiale.
Il devient l'un des trois navires de cette classe reconverti en croiseur lance-missiles équipé de RIM-8 Talos.